# Oton Župančič
Oton Zupančič (23. ledna 1878 Vinica – 11. června 1949 Lublaň) byl slovinský básník, překladatel a dramatik.

## Životopis
Narodil se ve vesnici Vinica u hranice s Chorvatskem. Navštěvoval střední školu v Novém mestě a v Lublani. Nejprve patřil mezi katolické intelektuály kolem Janeze Evangelisty Kreka, později se přidal ke skupině mladých představitelů moderny, mezi které patřili Ivan Cankar, Dragotin Kette a Josip Murn. V roce 1896 začal studovat historii a geografii na univerzitě ve Vídni. Studium sice nikdy nedokončil, ale ve Vídni setrval až do roku 1900. Zde se seznámil s moderními proudy evropského umění – především s vídeňskou secesí a literaturou Fin de siècle. Ve Vídni se setkal s rusínskými studenty z východní Haliče, kteří ho seznámili s ukrajinskou lidovou poezií, která měla velký vliv pro Župančičův další vývoj.
V roce 1900 se vrátil do Lublaně, kde působil jako suplující učitel na lublaňském klasickém gymnáziu. Začal publikovat své básně v prestižním liberálním literárním časopisu Ljubljanski zvon, kde se střetl s nejvlivnějším slovinským autorem té doby Antonem Aškercem. V roce 1905 odcestoval do Paříže. Usadil se v Německu, kde do roku 1910 pracoval jako soukromý domácí učitel. V roce 1910 se vrátil do Lublaně a pracoval jako divadelní režisér. V roce 1912 ho tehdejší lublaňský starosta Ivan Tavčar zaměstnal jako ředitele městského archivu. Tuto funkci předtím vykonával Župančičův někdejší oponent Aškerc. Následujícího roku se oženil. V roce 1920 se vrátil do svého předchozího zaměstnání režiséra. Později se stal ředitelem činoherního divadla.
Během italské fašistické a německé nacistické okupace Slovinska za druhé světové války sympatizoval Župančič s Osvobozeneckou frontou a pod různými pseudonymy psal básně pro podzemní protifašistické časopisy. Po skončení války zastával rozličné čestné funkce. Zemřel v Lublani v roce 1949.

## Literární tvorba
Svou první sbírku – Čaša opojnosti – vydal v roce 1899. Čaša byla v odborných kruzích odsouzena.
Pozdější básně se vyznačují nižším vlivem dekadence. Postupem doby se zaměřil na sociální, národní a politická témata. V roce 1900 vydal u příležitosti stého výročí narození France Prešerena báseň Pesem mladine. Jeho mistrovské dílo – Duma – pochází z roku 1908 a je obrazem idylického venkovské života a přírodních krás smíšeného s obrazy sociálních nepokojů, emigrace, bídy a rozkladu soudobé zemědělské společnosti. Jeho nejznámější kniha pro děti – sbírka Ciciban – byla vydána v roce 1915. Od té doby se dočkala více než třiceti vydání.
Mimo to Župančič přeložil do slovinštiny většinu děl Williama Shakespeara, ale také některá díla Danta, Calderóna de la Barcy, Molièra, Goetha, Balzaca, Stendhala, Lva Tolstého, Charlese Dickense, Anatola France, Voltaira, Shawa, Knuta Hamsuna a Chestertona.
Napsal také dvě hry: Noč za verne duše (1904) a Veronika Deseniška (1924), které byly nastudovány v dobách, kdy vedl činoherní divadlo v Lublani.
Byl považován za druhého národního básníka po Prešerenovi.

## Kritika
Již za svého života byl obviňován z přílišného pragmatismu a oportunismu. V roce 1920 patřil k horlivým stoupencům kulturní politiky monarchie, která měla směřovat k vytvoření jednotného národa jižních Slovanů. Po nastolení královské diktatury (1929) podporoval centralistickou politiku krále Alexandra Karađorđeviće. V roce 1932 publikoval článek, v němž uvedl, že Slovinci si svou identitu zachovají i tehdy, pokud přijdou o svůj jazyk. Takový náhled ve své knize Problém slovinské kulturní identity kritizoval i literární kritik Josip Vidmar.
Po druhé světové válce Župančič přivítal nástup komunistického režimu. Již v září 1943 vydal oslavnou báseň Jablko svobody, která byla některými vykládána jako výzva k bezohledné pomstě na slovinské kolaborantské Domobraně, viz Slovinská domobrana (slovinsky Slovensko domobranstvo). O přesném významu básně se dodnes vedou spory.
Jeho dílo bylo přeloženo i do češtiny.